# Khelüsz-líra
A khelüsz-líra (ógörög χέλυς, χελώνη = ’teknős’) pengetős hangszer, az ókori görög lírák családjának tagja. Jellemzője, hogy hangsugárzó testét egy teknőc hátpáncélja – vagy hasonló formájú, fából csészeformára kivájt hátrész – és az arra dobszerűen kifeszített bőr alkotja. Legtöbbször hét egyenlő hosszúságú bélhúrja van, amelyek a teknőcpáncélra feszített bőrhöz csatlakozó húrlábon áthaladva a testből kinyúló két szarvszerű nyúlvány közötti keresztrúdhoz futnak.
A görögöknél a kitharához hasonlóan nagyra becsült, népszerű hangszer volt. Zenetanulásra, műkedvelő házi muzsikálásra, privát ünnepségeken, összejöveteleken ének kíséretére használták.

## Neve
A homéroszi eposzokban sem a líra, sem a khelüsz szó nem fordul elő, a lírafélék családjába tartozó pengetős hangszerek phorminx és kitharisz néven szerepelnek. Semmi nem utal arra, hogy bármelyikük a teknős páncéljával lenne kapcsolatban, ezek minden bizonnyal fából készült dobozlírák voltak. A khelüsz és a líra szavak egymásra vonatkoztatva először a Hermész-himnuszban bukkannak fel, amelyből megismerhetjük a teknőcből készült líra feltalálásának mitikus történetét. A későbbiekben a líra szó önmagában hol ezt a hangszerváltozatot jelölte, hol pedig általánosabb értelemben a líraformájú hangszereket. Csak a Kr. e. 4. századtól különült el újra élesen a líra mint teknőclíra, illetve kithara mint fából készült dobozlíra fogalma. A khelüsz, khelünna, khelóné szavak a költészetben gyakran önmagukban is a teknőclírát jelölik.
A khelüsz-líra legelső ismert ábrázolásai a Kr. e. 8. század végéről, a Kr. e. 7. század elejéről származó néhány geometrikus, szubgeometrikus edényen találhatók. A líra szó legelőször Arkhilokhosz Kr. e. 7. századi költő egy töredékében bukkan fel. Egy feketealakos vázaképen a hangszer képe és a líra felirat együtt is szerepel.

## Leírása
A khelüsz-líra hangszertani besorolása alapján a csészelírák családjába tartozik, ami azt jelenti, hogy húrjainak rezgését hangként kisugárzó hangszerteste nem dobozszerű felépítésű, mint a dobozlírák esetében, hanem tál- vagy csészeformájú. Ez a test leggyakrabban egy teknőc hátpáncéljából és az arra kifeszített, pergamenszerűen kikészített marhabőr rezonánsból áll. Általános felépítése ezt leszámítva megegyezik a többi líraféleséggel: bélhúrjai (khordai) a test alsó részére rögzített húrtartótól (khordotonon) kiindulva a húrláb (magasz) érintésével a hangszertestből kinyúló két szimmetrikus nyúlványt (pékhüsz) összekötő vékony, hengerformájú keresztrúdhoz (zügon) futnak. Behangolásához húrjainak feszességét a végükhöz rögzített, a keresztrúd körül elforgatható bőrgyűrűk, kóllopszok segítségével lehet beállítani. A többi görög líraféleséghez hasonlóan a hangszer elmaradhatatlan tartozéka a szilárd tartást segítő karpánt (telamón) és a zsineghez kötött pengető (pléktron), melyek a hangszernek a zenésztől távolabbi karjához csatlakoznak. Húrozata a többi líraféleséghez hasonló, leggyakrabban héthúros.

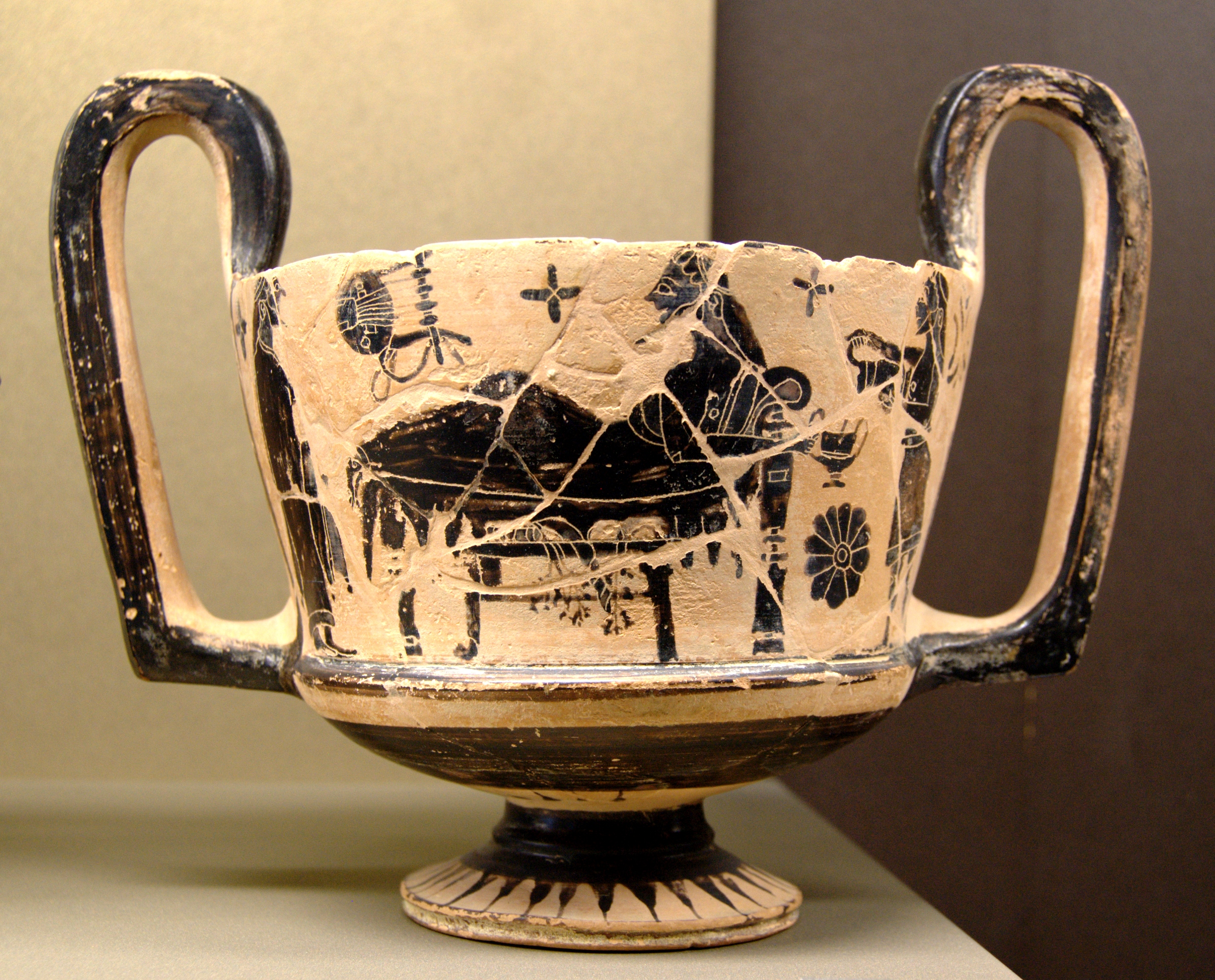
Feketealakos kantharosz, Boiótia, Kr. e. 560 körül
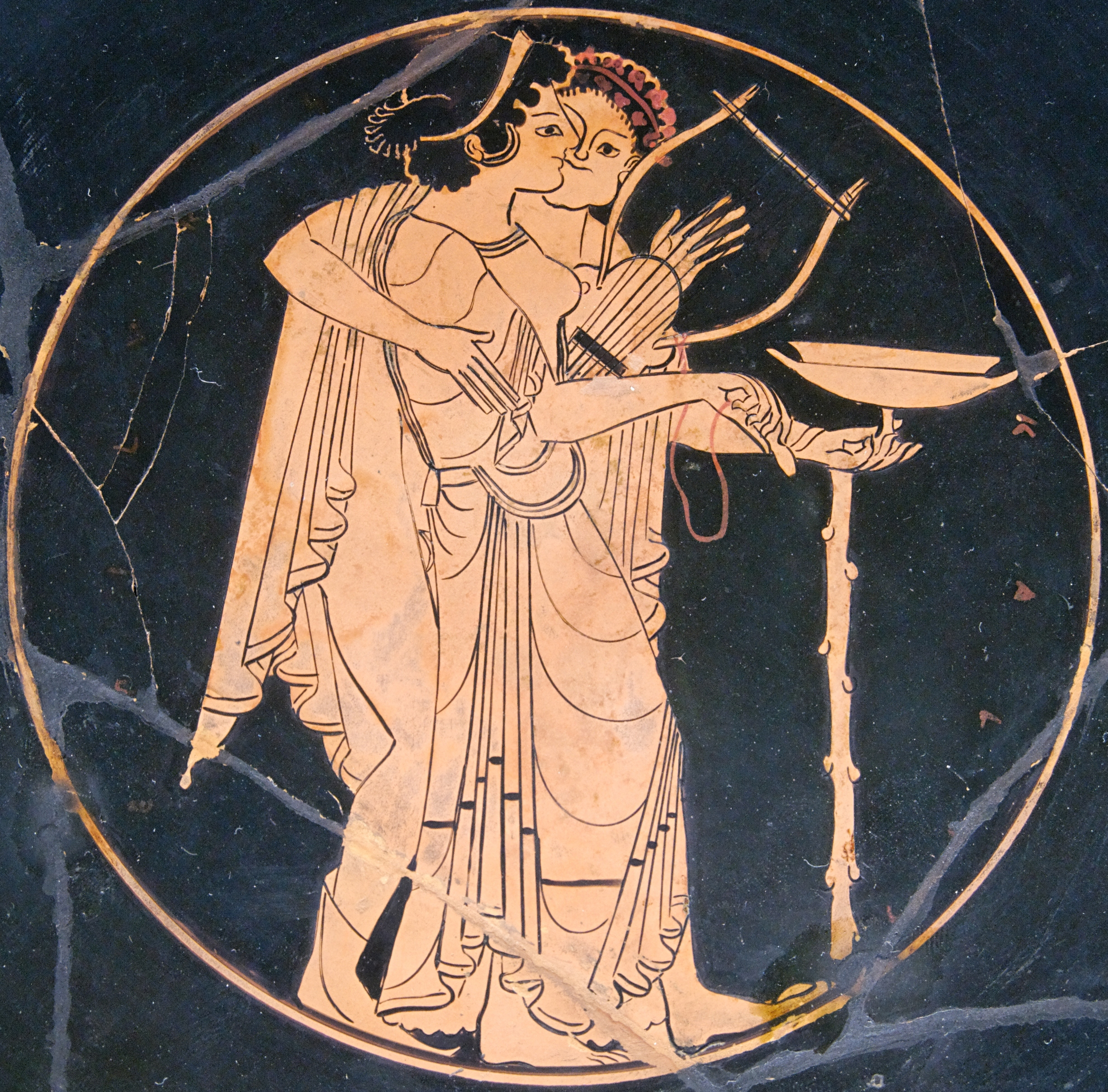
Vörösalakos külix, Attika, Kr. e. 510 körül
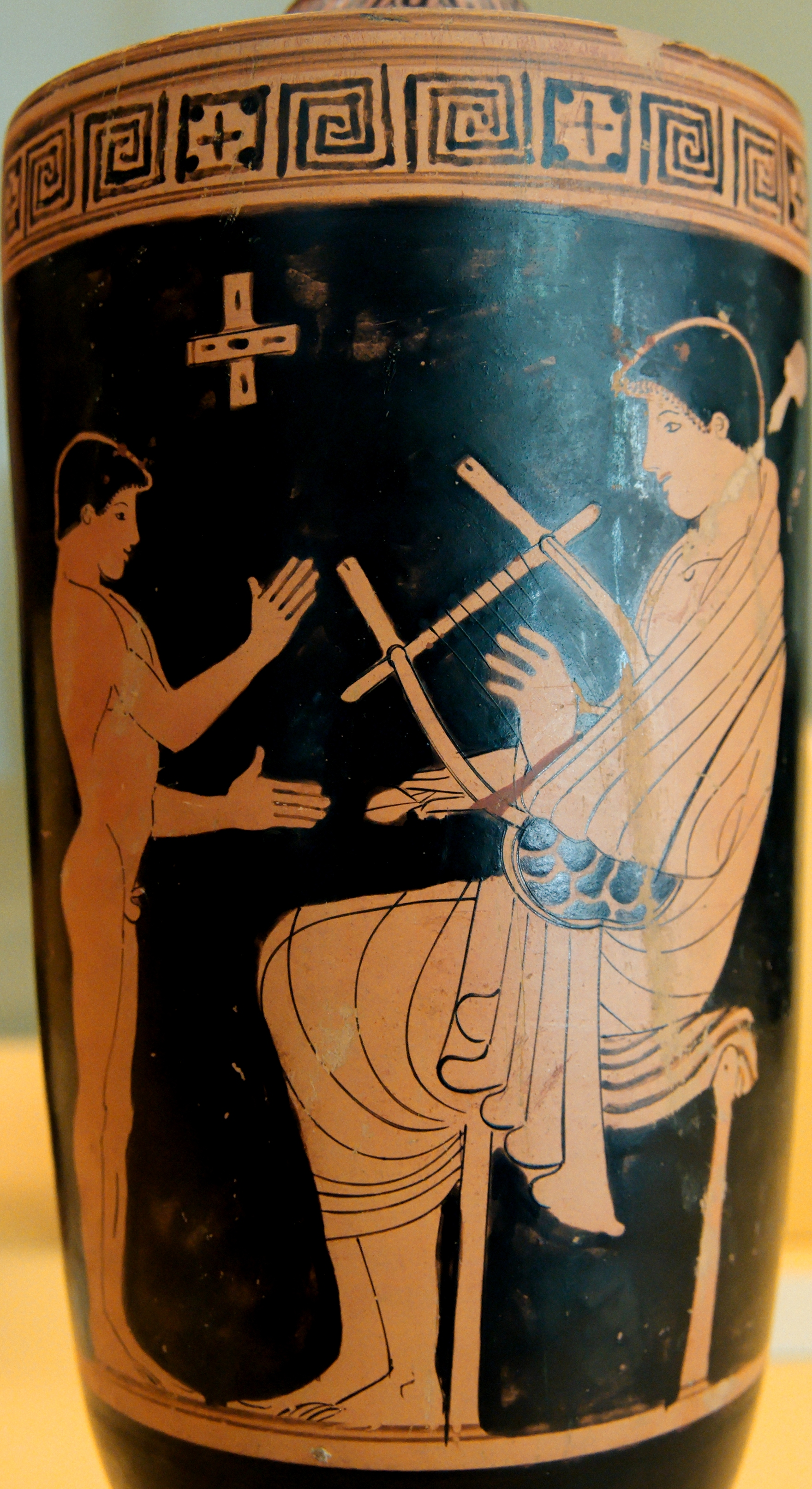
Vörösalakos léküthosz, Attika, Kr. e. 470 – 460
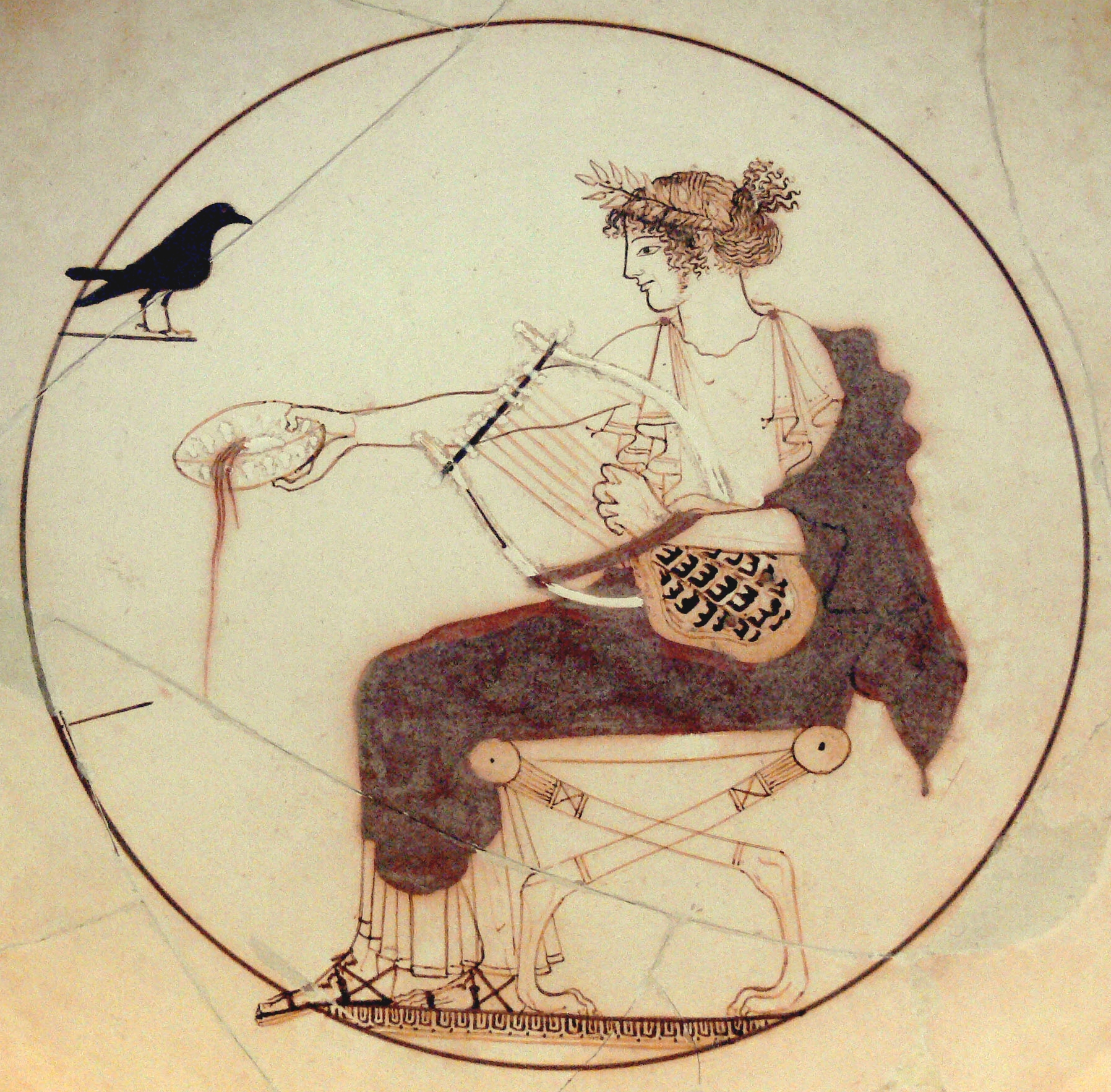
Fehéralakos külix, Delphoi, Kr. e. 460

## Használata

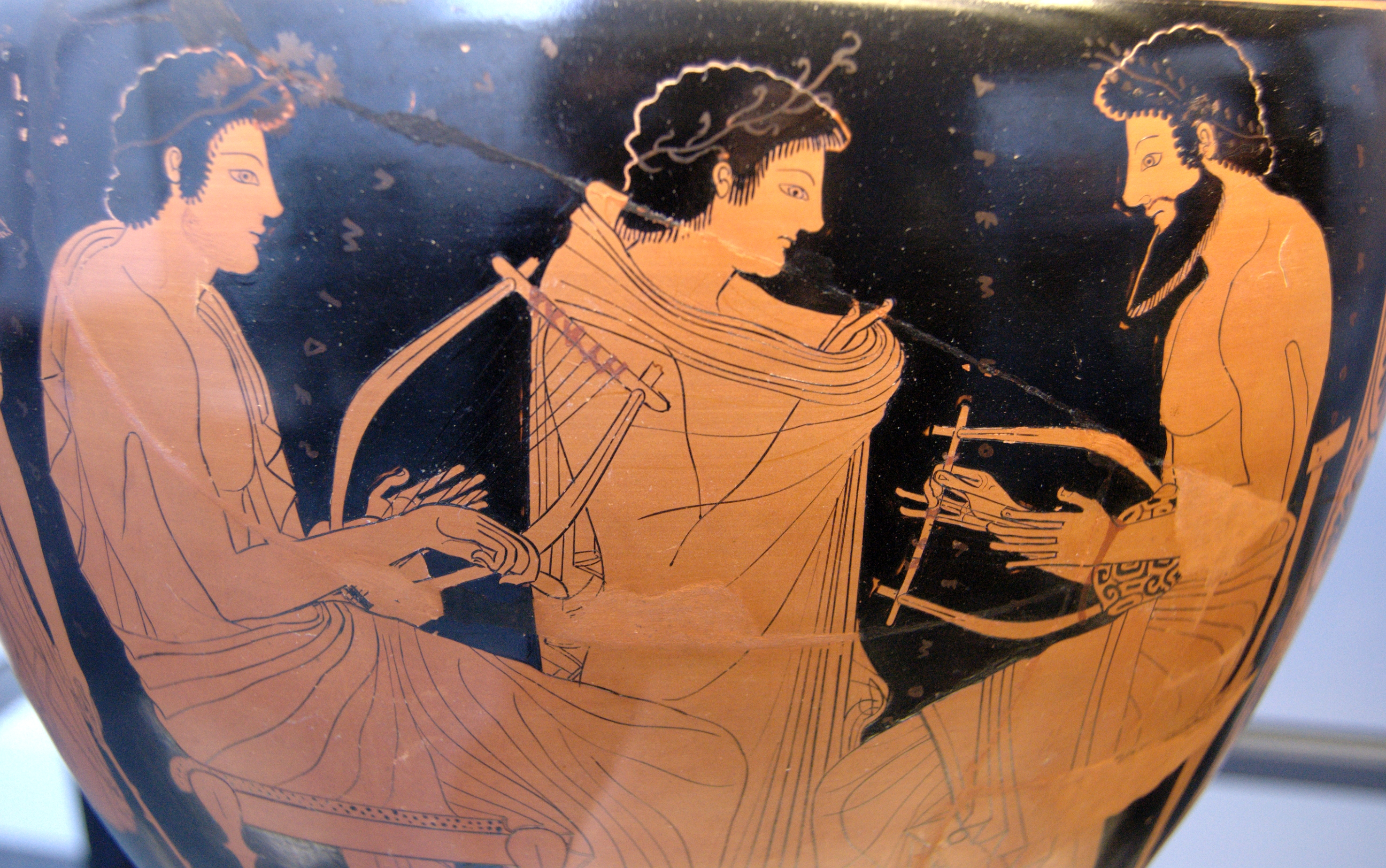
Zeneóra khelüsz-lírán

Viszonylag kis méretének, súlyának köszönhetően a khelüsz-lírán mindenféle testhelyzetben, állva, ülve, sőt fekve, de menet közben, táncolva is lehetett játszani. A vázaképeken használója a testéhez szorítva, függőlegesen vagy előredöntve, néha vízszintes helyzetben tartja a hangszert, ebben a bal csuklójára hurkolt pánt, a telamón segíti. A görög lírák családjának többi tagjával megegyezően a zenész a jobb kezében tartott pengetővel, pléktronnal pengeti a húrokat, közben a bal keze is részt vesz valamilyen módon a hangok előállításában. A lírajátékban a bal kéz szerepe máig vitatott kérdés, lehet, hogy pengette is, vagy csak tompította a húrokat, esetleg üveghangok keltésében működött közre.
A hangszer legkorábbi ábrázolásai a Kr. e. 8. század végéről, a 7. század elejéről származnak. A líra már a korai vázafestményeken is a megjelenített személy arisztokratikus neveltetését, műveltségét, társadalmi státuszát hangsúlyozza ki. Ez a metaforikus szerepe a Kr. e. 5. században is fennmarad, amikor fiatalokkal, zenetanulással, múzsákkal kapcsolatos jelenetekben látható. Apollón, Parisz, Orpheusz is játszanak khelüsz-lírán; Thészeusz közelében is sokszor ott a hangszere, amíg a Minótaurosszal harcol, Ariadné vigyáz rá. A Kr. e. 5. század második felétől nemcsak múzsák, de halandó nők, polgárasszonyok is pengetik otthonukban.
A khelüsz-líra az ókori görögök körében hasonlóan népszerű volt, mint a kithara, de vele ellentétben elsősorban a műkedvelő, házi muzsikálás, a zenetanulás, a családi események, házassági ceremóniák, táncok, lakomák hangszere volt, nem a nagy nyilvánosság előtti professzionális zenélésé; a szintén teknőcpáncélból készült hosszú karú barbitosz pedig inkább a lakomák, az ivászatok, a szerelem hangszere, dionüszoszi jelenetek szereplője volt.

## Felépítése
A Hermész-himnusz elég részletesen leírja, Hermész hogyan készítette el az első teknőclírát. A hangszertestet egy teknős kitisztított hátpáncéljából alakította ki úgy, hogy homorú oldala fölött marhabőrt (δέρμα βοὸς) feszített ki. Ezután két kinyúló kart (πήχεις) épített a testbe, melyeket egy keresztrúddal (ζυγὸν) kötött össze. Végül hét juhbélből sodrott húrt (ἑπτὰ δὲ θηλυτέρων ὀίων χορδάς) feszített a keresztrúd és a test közé. Mikor elkészült, a hangszert pengetővel (πλη̂κτρον) próbálta ki.
A műveletsor elején, még a bőr kifeszítése előtt Hermész bizonyos nádszálakat (δόνακας καλάμοιο) metszett le „méretre” (μέτροισι), és ezeket valamilyen módon a teknőchéjhoz erősítette. Ennek célja máig nem világos: vannak, akik a bőr rögzítésében adnak a nádaknak szerepet, mások valamiféle szerkezetet megerősítő gerendázatot látnak benne vagy a húrláb építési anyagaként értelmezik.
A khelüsz-líra felépítéséről még pontosabb képet kaphatunk az ásatásokból előkerült maradványok, a hangszert ábrázoló számos vázafestmény, korabeli irodalmi utalások alapján.

### Test

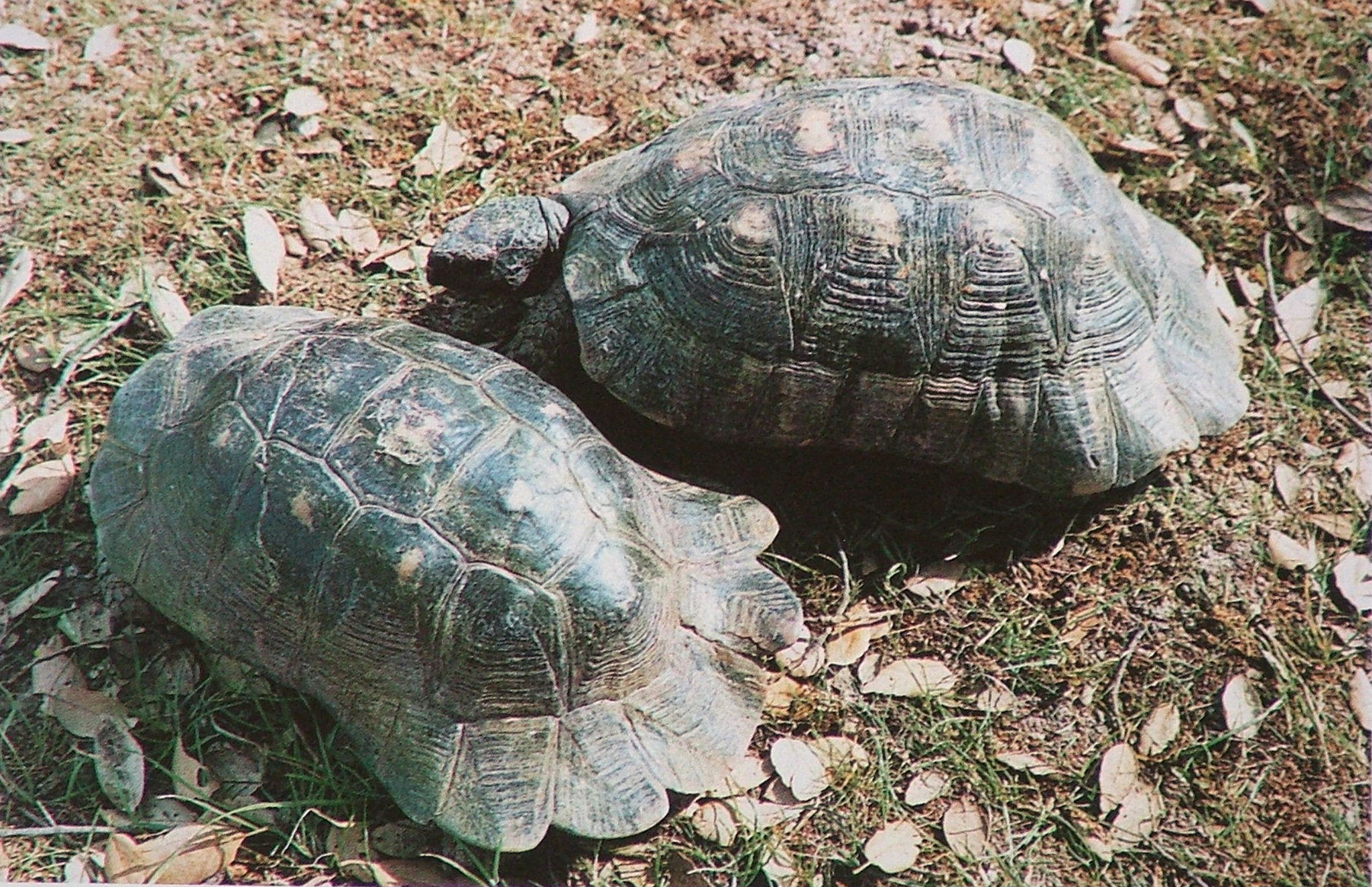
Testudo marginata

A khelüsz-líra készítéséhez az Égei-tenger térségében élő teknőcfajok, elsősorban a nagyobb méretű szegélyes teknős (Testudo marginata), ritkábban a mór teknős (T. graeca) vagy a görög teknős (T. hermanni) páncélját használták fel. Pauszaniasz szerint a Parthenio-hegyen találhatók a líra készítésére legalkalmasabb teknősök. Az ismert líramaradványok eredetileg általában 20 cm-nél rövidebb teknőcből készültek, de úgy tűnik, a hangszertest méretei a rendelkezésre álló nyersanyagtól függően változatosak lehettek. Az ábrázolásokon megfigyelhető, hogy a líra hangdoboza általában rövidebb, mint a zenész alkarja.
Az összes ismert lírából származó teknőchéj-maradványon találhatóak apró, kifúrt lyukak, ezek részint a páncél gerincrészénél vannak, részint egyenlő távolságokban a pereménél. Az előbbiek a karok test belsejébe nyúló végeinek rögzítésében, az utóbbiak a bőr kifeszítésében kaphattak szerepet.
A bőrnek a teknőcpáncélra való kifeszítéséről nem tudunk közelebbit; a hasonló elven felépülő más hangszerek ismeretében feltételezhető, hogy a bőrt nyersen, nedvesen, kisimított állapotban rögzíthették a teknőcpáncél pereme mentén, majd kiszáradása során a bőr természetes zsugorodása révén feszült meg.

### Karok
A Hermész-himnusz a líra karjait a pékhüsz szóval jelöli, ami szó szerint ’alkar’ jelentésű, és ez jól fejezi ki hozzávetőleges hosszúságát is. A karok készítésére általában tömör keményfát használtak, a British Museumban őrzött hangszer karjai (és a keresztrúdja is) szikomorfából vannak. Későbbi korokban előfordulhatott, hogy állati szarvakat használtak erre a célra, erre utal a hangszer karjainak másik elnevezése, a kerata.
A görög teknőclírák két karját legtöbbször a teknős hátsó lábainak helyére ültették be. Szemből nézve a karok a testből kiindulva először széttartanak, majd egymás felé hajlanak. Elképzelhető, hogy nemcsak síkban voltak íveltek, hanem oldalnézetből is enyhén megfeszített íjhoz voltak hasonlatosak. A karok végei túlnyúlnak a keresztrúdon, de onnantól kezdve rendszerint vékonyabbak.

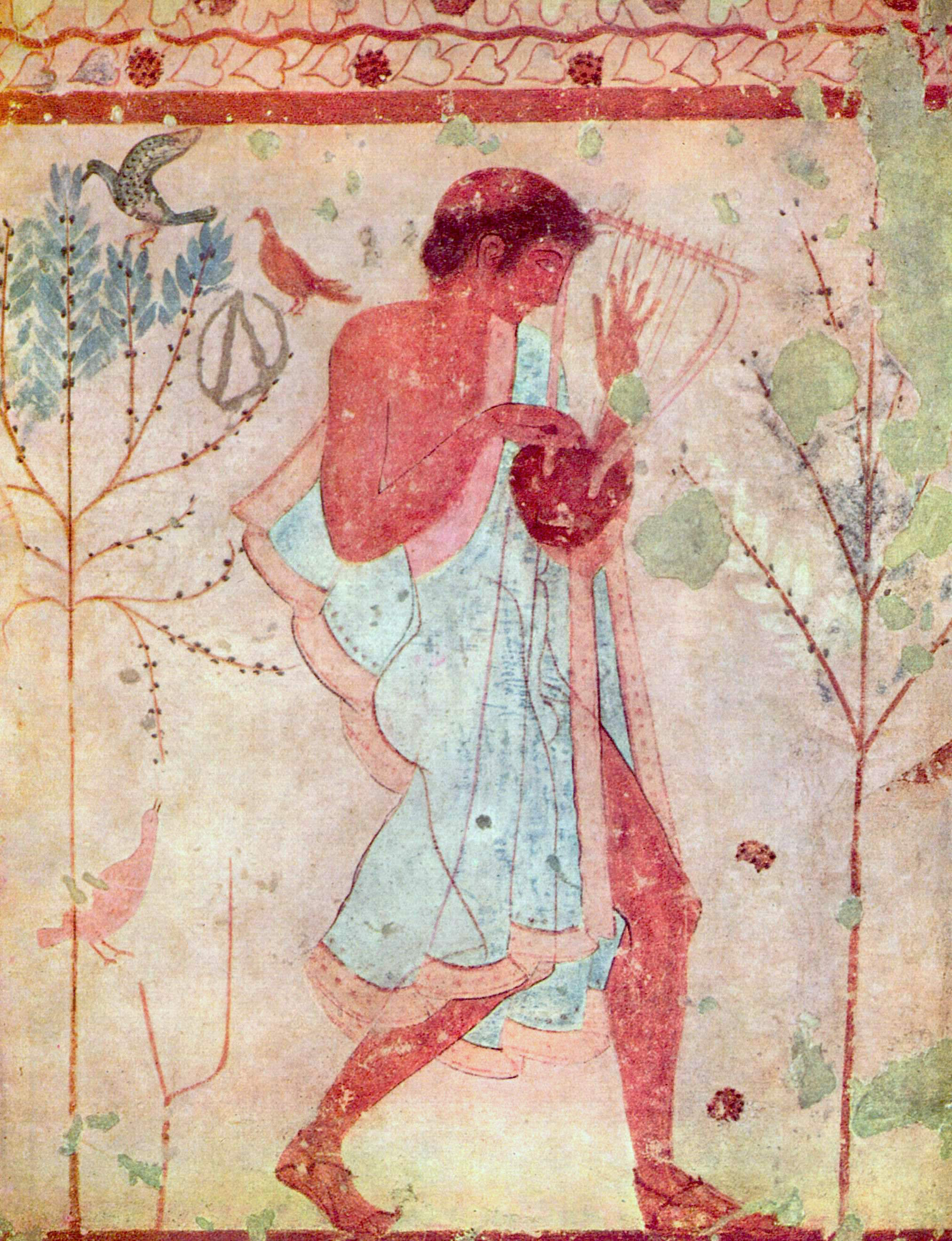
Lírajátékost ábrázoló etruszk falfestmény

### Keresztrúd
A líra karjait összekötő keresztrudat jelölő zügon szó már az Iliaszban előfordul, de a Hermész-himnuszban is szerepel. Feladata a húrok végének rögzítése a húrtartóval ellentétes oldalon. A hangolást szolgáló bőrgyűrűk, kollopszok erre a hengeres testre hurkolódtak, ekörül foroghattak. Hogy a húrok feszítőerejének ellenálljon és a hangológyűrűk ne rágódjanak bele, keményfából – szikomorfából vagy tölgyfából – készült.
A keresztrúdnak a karokhoz való illeszkedése egyáltalán nem világos, a vázafestők ezt a részletet elnagyoltan kezelik. Valószínűleg a keresztrúd végei felé egy-egy hosszúkás lyuk volt, ezek a kar elvékonyodó, hosszában félbevágott végére fűződtek fel. Ez a megoldás megakadályozta, hogy a keresztrúd elfordulhasson a rátekert feszes húrok forgatónyomatékától.

### Hangológyűrűk
A Kr. e. 5. század végéig, talán később is a lírák behangolásának szokásos módja elforgatható hangológyűrűk alkalmazása volt. Homérosznál a hangológyűrű neve kollopsz. A vázafestményeken a hangológyűrűk a keresztrúdon kis dudorokként látszódnak. Ezek a húrok végére kötött bőrcsíkok, melyek a keresztrúdra tekerednek. Az így formálódó bőrgyűrűket a tapadási súrlódás tartja meg, de a zenész hangoláskor úgy tudja őket forgatni, hogy a húrok ezáltal feszesebbek vagy lazábbak legyenek. Sok afrikai népi hangszer napjainkban is ezt a hangolási eszközt alkalmazza.

### Húrok
Mint minden antik líraféleség, a teknőclíra is bélhúrokkal volt felszerelve. Homérosznál a bélhúr, khordé gyakori jelzője a „jól sodrott”, eüsztrephész. A sztrephó ige a kötelet alkotó rostok összecsavarását, sodrását is jelenti, eszerint feltételezhető, hogy a bélhúrokat – a napjainkban is alkalmazott technológiával megegyezően – több bél összesodrásával állították elő. Különböző számú bélszál összefonásával így különböző vastagságú húrokat lehetett készíteni. Erre nagy szükség volt, hiszen a líra egyenlő hosszúságú, de különböző hangolású húrjainak lehetőleg azonos feszességűeknek is kellett lenniük, amit – azonos sűrűségű anyagot feltételezve – csak a vastagság variálásával lehetett megvalósítani.
A líra húrjainak másik elnevezése, a neürai arra utal, hogy állati ínt is használhattak húrkészítésre.

### Húrláb és húrtartó
A lírák húrjainak a hangszertesten való rögzítésére illetve a húrok rezgésének átadására más-más alkatrész szolgál: az előbbi a húrtartó, az utóbbi a húrláb feladata, hasonlóan a mai alsó húrrögzítésű hangszerekhez. Hészükhiosz lexikona szerint a húrláb, a magasz egy négyszögletes fadarab, amely a kithara húrjait hordozza, és a hangok létrehozását segíti. A teknőclíra-maradványok között nem maradt fenn ilyen alkatrész, a vázaképeken legtöbbször csak egy vastag, rövid fekete csík ábrázolja, ha egyáltalán látható. A húrtartó, a khordotonon egy többszörösen meghajlított fémrudacska lehetett, melynek két vége a teknőcpáncélba fúrt nagyobb lyukakba illeszkedett, erre köthették rá a keresztrúdtól idefutó húrok alsó végeit.